# Llibre de text obert

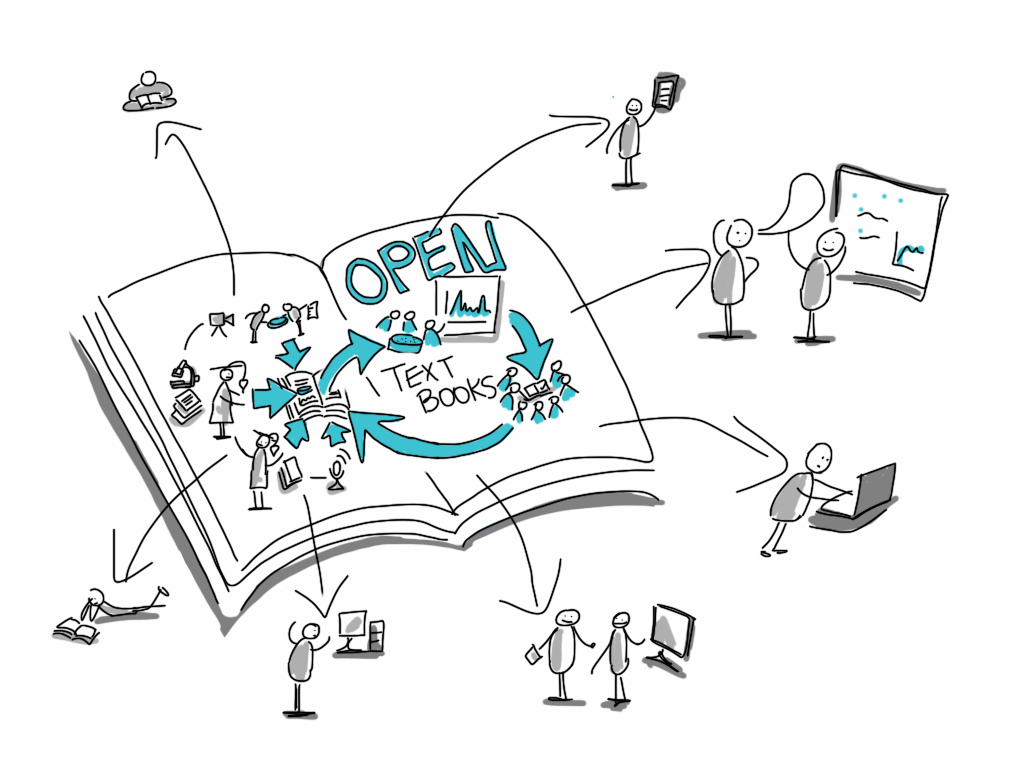
Llibre de text Obert, per Giulia Forsythe on Flickr, licensed CC BY-NC-SA 2.0

Els llibres de text oberts són materials didàctics amb una llicència lliure de drets d'autor, com poden ser les Llicències de Creative Commons o una Llicència Pública General de GNU.
Aquests llibres es troben disponibles en línia per a què tothom pugui utilitzar-los, modificar-los i compartir-los lliurement, la qual cosa significa que són materials gratuïts o tenen un cost molt baix per poder accedir a ells.
Els llibres de text oberts no són sinònim de llibres de text digitals o llibres electrònics, encara que tenen algunes característiques en comú.

## Definició i característiques
Els llibres de text oberts són recursos instructius creats i compartits o publicats de manera que permeten que més persones puguin accedir a ells. Resideixen en el domini públic, perquè el titular ha renunciat als drets d'autor o perquè han expirat, o els drets d'autor han estat alliberats pel titular sota una llicència lliure de drets d'autor. Totes dues circumstàncies permeten l'ús lliure i la reutilització per part d'altres, amb la condició de què no hi hagi una finalitat comercial i on el titular dels drets d'autor podria reservar sols el dret d'atribució de manera que el seu nom romangui associat al seu treball.
Aquests llibres són documents formats a partir d'altres documents que poden contenir recursos multimèdia per tal d'enriquir el contingut i l'experiència d'aprenentatge. Es creen en una varietat de formats digitals o poden estar disponibles en paper mitjançant serveis d'impressió baix demanda a un cost baix.
Els llibres de text oberts són un tipus de Recursos Educatius Oberts (REO) i que, per tant, es poden reutilitzar, adaptar, modificar i difondre de manera gratuïta. Suposen una alternativa a la rigidesa del llibre de text tradicional ja que, mitjançant el seu ús, modificació, difusió i millora es pot adaptar el seu contingut al context en el que et trobes en un moment donat, de manera competencial i amb l'ús de les Tecnologies de la Informació i la Comunicació (TIC). Amb la utilització dels REO i les TIC es pretén l'eliminació de qualsevol barrera a l'hora de l'accés a la informació, de manera que el coneixement pot arribar a més persones en qualsevol lloc i en qualsevol moment.

Amb aquesta frase resumeix l'escriptor irlandés, George Bernard Shaw, Premi Nobel de Literatura al 1925, la importància de compartir el coneixement:
«Si tu tens una poma i jo tinc una poma, i intercanviem pomes, aleshores tant tu com jo seguim tenint una poma. Però si tu tens una idea i jo tinc una idea, i intercanviem les idees, aleshores ambdós tindrem dues idees».
Amb la irrupció de les TIC a la societat i, en conseqüència, a les aules s'ha permés la implantació, cada vegada més estesa, de la utilització dels llibres de text oberts.

## Origen i anàlisi
Els orígens dels Recursos Educatius Oberts es remunten a fa més de vint anys. A principis de la dècada dels 2000 el Massachusetts Institute of Technology (MIT) va incorporar recursos oberts a gran escala dins del seu programa. Posteriorment, l'any 2002 la UNESCO, un dels principals promotors d'aquest tipus de recurs, va encunyar i definir el terme Recursos Educatius Oberts.
Durant la primera dècada des de la seva aparició, les iniciatives van ser individuals i es concentraven en institucions d'ensenyament superior. L'any 2005 es va crear el consorci OpenCourseWare, que actualment compta amb la participació de més de 300 institucions educatives i organitzacions de fins a 50 països. Durant el 2006 les Universitats Obertes (Open Universities) d'Holanda i Regne Unit van introduir els REO dins els seus programes. A poc a poc van anar agafant importància dins les agendes polítiques nacionals i l'any 2007 l'Índia va fer un pas més enllà i va llençar una Iniciativa E-content a escala nacional, seguida d'un gran nombre d'activitats i projectes relacionats amb els REO. El 2009 el Ministeri d'Educació holandès va fer una inversió de 8 milions d'euros amb el llançament d'un programa nacional que tenia per objectiu introduir REO a tots els sectors educatius. El 2011 el Departament de Treball i d'Educació dels Estats Units van anunciar un programa de quatre anys amb un pressupost de 2.000 milions de dòlars que tenia per objectiu la creació de REO per les universitats públiques i pels centres de formació professional.
Una característica clau dels recursos oberts o llibres de text obert és la seva llicència d'ús públic, llicència que normalment es tracta d'una llicència Creative Commons (CC). Llicències d'ús lliure i gratuïtes que, segons l'Informe Creative Commons de 2015 ja s'aplicava a més de 1.200 milions d'obres protegides. Amb aquesta llicència els autors conserven els seus drets sobre la seva obra, apliquen les condicions que creguin oportunes i la posen gratuïtament a disposició pública.
Els Recursos Educatius Oberts permeten realitzar diferents accions i alhora respectar la legislació en drets d'autor de les obres:
- Copiar continguts originals per reutilitzar-los

- Revisar els continguts per adaptar-los

- Corregir o modificar continguts
- Combinar continguts de diferents obres per elaborar nou material
- Difondre continguts a tercers[11]

«La falta d'accés a recursos educatius de qualitat segueix sent un problema mundial. […] L'educació oberta està facilitant l'accés a aquests recursos i abaratint el seu cost per un major benefici dels estudiants del món sencer». Cable Green, director de Open Education a Creative Commons CC.

## Marc legal
En el marc normatiu en allò concernent a l'accés obert està regulat per normes tant nacionals com comunitàries. És per això que es fa necessària l'elaboració d'una norma d'abast general, al estar la majoria d'aquestes referides als repositoris. Coordinar la cessió de drets de propietat intel·lectual i els drets de publicació de textos comporta una gran dificultat. Es fa necessari analitzar la Llei de Propietat Intel·lectual i la seva repercussió a l'hora d'aplicar la metodologia de l'accés obert.
Amb la finalitat de promoure una educació més accessible per a tothom, en els últims anys s'han anat elaborant nous decrets i lleis que promouen l'accés lliure i gratuït als llibres de text. El 14 de febrer del 2002 es van signar uns acords sobre les polítiques de llibres d'accés obert en la Budapest Open Access Initiative, reunió que fou liderada per l'Open Society Institute (OSI) i posa èmfasi en què l'accés lliure ha de dependre del consentiment de l'autor, no sols de la necessitat o desig de l'usuari; en ella s'advoca per què els autors siguin els que retinguin els drets de propietat intel·lectual.
Els governs d'alguns països, com EE.UU., Canadà i el Regne Unit, estan exigint que totes les publicacions subvencionades amb fons públics han de ser accessibles en un format digital i obert. Cada vegada més quantitat de dades importants s'estan posant a disposició de manera oberta i lliure, proporcionant més recursos amb un alt potencial per a l'aprenentatge.

## Diferències del llibre de text tradicional i el llibre de text obert
Les principals diferències entre el llibre de text obert i el llibre tradicional queden reflectides a la següent taula:
|                 | Llibre de Text Obert | Llibre Tradicional                                                    |
| --------------- | --- | --------------------------------------------------------------------- |
| Autoria         | Es troben sota una llicència lliure de drets d'autor, són de distribució lliure.                                                 | Es troben protegits pels drets d'autor, no són de distribució lliure. |
| Format          | Model dinàmic. Accedeix a nova informació mitjançant hipervincles, ajudant així a la comprensió dels continguts.                 | Model estàtic. Cal cenyir-se als continguts que hi ha.                |
| Personalització | Material profund i dirigit a un context i una diversitat concreta, es pot adaptar a les necessitats en les que ens anem trobant. | Es tracta de material genèric amb contingut estandarditzat.           |
| Aprenentatge    | Orientat a múltiples estils d'aprenentatge.                                                                                      | S'assumeix un únic estil d'aprenentatge.                              |
| Accés           | Oportú. Pots accedir-hi en qualsevol moment, només cal tenir el dispositiu necessari per poder-ho fer i accés a la xarxa.        | Cal portar el llibre concret de manera física per a poder-hi accedir. |
| Economia        | Gratuït o de cost molt baix. Reducció de les despeses.                                                                           | Costos elevats.                                                       |

## Avantatges i inconvenients del llibre de text obert
| Avantatges metodològiques | Inconvenients |
| --- | --- |
| Suposa un cost inferior que els llibres de text tradicionals. | Pot resultar complex trobar llibres oberts i encara més per a alumnat en educacions superiors. |
| El llibre obert empra una metodologia motivadora entre el seu alumnat. Quan és partícip del seu aprenentatge és significatiu. | Alguns usuaris no manegen bé la tecnologia i alguns tenen resistència al canvi, sobretot els de més edat. |
| La càrrega és menor, això aporta beneficis físics a l'alumnat. | Cal un dispositiu electrònic per accedir-hi i hi poden haver problemes de connectivitat. |
| Són fàcilment actualizables. | Necessita d'un treball continu i implicació per part del docent i l'alumnat, la qual cosa en ocasions pot resultar un problema. |
| Facilita la comprensió de diversos conceptes a través del seu contingut audiovisual o interactiu. | Augment de problemes oculars relacionat amb l'ús de pantalles, com l'ametropia. |
| Permet l'aprenentatge electrònic mòbil. Permet la consulta en qualsevol moment i lloc. | Alumnat amb dificultats d'assimilar els continguts en eines digitals enfront de les metodologies tradicionals. |
| A causa de la seva capacitat de ser editat, el docent no ha de seguir l'ordre que li marcaria un llibre de text tradicional, de manera que podria adaptar-se a les necessitats del curs, classe, alumnes.                                                      | Els llibres de text oberts estan sotmesos a menor supervisió i exposició que els llibres de text tradicionals. |
| Es poden adaptar a les necessitats de l'alumnat, ja que es poden editar fàcilment i en qualsevol moment, la qual cosa fa possible una educació individualitzada.                                                                                               | Molts professors i docents manifesten la seva impossibilitat d'avaluar de forma fidedigna la qualitat d'aquests recursos i, per tant, existeix escepticisme a l'hora d'utilitzar-los i incorporar-los al pla educatiu de qualsevol assignatura. |
| Augmenta la retroalimentació entre professors i estudiants ja que ells mateixos es converteixen en generadors de contingut. | |
| Diferents estudis corroboren la seva eficiència per sobre dels llibres de text tradicionals. Podent obtenir els estudiants que van usar el llibre de text obert, una nota superior, pel que fa als estudiants que van utilitzar el llibre de text tradicional. | |

## Catàlegs
Existeixen una gran varietat de plataformes amb un catàleg de llibres de text obert, com per exemple:
- OpenStax. Organització sense ànim de lucre de la Rice University on els seus llibres son revisats per professors o especialistes en la matèria.[29]

- BCCampus. Compte amb 40 àrees d’estudi i la seva filosofia busca animar als educadors a trobar, adoptar i adaptar llibres gratuïts.[30]

- DoaBooks. Repositori de llibres amb diferents tipus de llicencies d’ús però de consulta gratuïta.[31]
- LibreText. Llibres de text per universitaris que compte amb dotze disciplines diferents, des de química fins a humanitats, amb un total de 398 llibres disponibles.[32]
- MIT Open Courseware Supplemental Resources. Llibres de text i vídeos sobre enginyeria mecànica, matemàtiques, química etc.[33]
- Fundació CK-12. Plataforma online que ofereix recursos educatius gratuïts personalitzables segons les necessitats de l’alumne o el seu pla d’estudis.[34]
- OER Commons. Ofereixen llibres de text obert per diferents nivells i distribuïts en diferents àrees temàtiques.[35]
- Open Academics. Portal de llibres de text que compta amb un fons de llibres oberts de diferents temàtiques: enginyeria, humanitats, periodisme.[36]
- Deusto Open Books. Servei impulsat per la Universitat de Deusto el qual dona accés a un catàleg de llibres en format digitals i gratuïts de diferents matèries.[37]

Catàlegs amb llibres de text obert per hispanoparlants:
- Textos Marea Verde. Impulsat per un grup de professors d’escoles públiques de la ciutat de Madrid. Comparteixen material didàctic original per alumnes de primària, ESO i batxillerat.[38] També han creat un grup de treball anomenat Apuntes Marea Verde on diferents professors elaboren de manera col·laborativa materials curriculars gratuïts.[39]
- Textos Info. Biblioteca independent, oberta i de lectura gratuïta en format digital.[40]
- Biblioteca Digital Hispanica. Impulsat per la Biblioteca Nacional de España on s'han digitalitzat més de 2.400 títols de domini públic.[41]
- DigitalBook. Portal amb llibres i audiollibres de domini públic i gratuïts.[41]

## Ús dels llibres oberts
Els principals usos dels Recursos Educatius Oberts (entre ells, els llibres de text obert) en centres d'ensenyament superior són:
- Garantir la igualtat d'accés als recursos educatius a tots els estudiants.
- Garantir l'accés a tots els estudiants a continguts educatius adequats i contextualitzats.
- Mantenir i millorar els resultats d'aprenentatge i alhora disminuir els costos pràcticament del tot. Un estudi realitzat el 2015 amb més de 16.000 alumnes de l'escola pública constatava que els estudiants amb accés a recursos d'accés obert obtenien els mateixos resultats o millors que els estudiants que utilitzaven recursos pedagògics tradicionals.[42]
- Millorar l'índex de finalització del curs escolar. Gràcies als recursos oberts els centres d'ensenyament cobreixen els objectius acadèmics dels seus alumnes amb més rapidesa i millors resultats.
- Fomentar pràctiques de col·laboració dins les aules que consisteixen en crear, utilitzar i reutilitzar materials oberts. Segons Catherine Cronin: «els estudiants es converteixen en coproductors i generadors de coneixement arribant a ser capaços de crear, actualitzar i millorar els recursos oberts en el transcurs dels seus estudis».[43]

## Accessibilitat
L'accessibilitat consisteix en l'elaboració de materials aptes per a tots els usuaris independentment de les seves capacitats visuals, auditives, cognitives, motrius, tècniques o ambientals. El World Wide Web Consortium (W3C) va redactar unes Pautes d'Accessibilitat al contingut Web (WCAG). Alguns estudis han demostrat que molts llibres de text oberts no compleixen alguns dels criteris descrits per WCAG. En aquest sentit, diversos autors reclamen més conscienciació sobre els problemes d'accessibilitat i la necessitat de reduir les barreres d'accés a l'aprenentatge obert per a poder assolir una societat inclusiva.

## Llibre obert en l'educació
Amb l'ús més habitual de les TIC a la societat i també a les aules, el llibre de text obert ha passat a ser una eina cada vegada més utilitzada. Els llibres de text obert estan adquirint cada vegada més protagonisme en el sistema escolar tant per motius econòmics com per motius de qualitat educativa.
L'esforç econòmic que han de fer moltes famílies per a poder comprar els llibres de text és molt gran. Encara que alguns centres educatius tenen programes d'accés a llibres de text gratuït, cada any les famílies espanyoles gasten de mitjana entre 148€ (per les escoles i instituts públics), 228€ (per centre concertats) i 234€ (per centres privats) per alumne. Malgrat la Asociación Nacional de Editores de libros para la enseñanza (ANELE) nega haver pactat preus entre les editorials, al maig del 2019 la Comisión Nacional de los Mercados y la Competencia va multar a 34 empreses i a ANELE per aquest motiu. Aquest és un dels motius pel qual cada vegada hi ha un ús més estès del llibre de text obert. Una enquesta duta a terme a l'octubre del 2010 a 10 campus universitaris d'EEUU va concloure que els universitaris podien estalviar uns 700$ anuals quan passaven a utilitzar llibres de text oberts. El motiu econòmic s'ha agreujat en els últims anys a causa de la crisi econòmica derivada de la pandèmia global de la COVID-19. Un estudi realitzat durant l'any 2020 va demostrar que, per culpa d'aquesta crisi econòmica, havia augmentat molt significativament el nombre d'estudiants que no podien comprar els llibres de text per qüestions econòmiques.
El motiu econòmic no és l'únic motiu pel qual algunes universitats han passat a utilitzar llibres de text obert. La millora de la qualitat educativa, la col·laboració més àmplia entre professionals i la flexibilitat que permeten els llibres de text oberts són algunes de les avantatges que valoren positivament tant el professorat com l'alumnat. Diversos estudis han demostrat que l'ús de Recursos Educatius Oberts i, per tant, també dels llibres de text oberts, no té un impacte negatiu en els resultats acadèmics de l'alumnat i que, tant el professorat com l'alumnat, els acostuma a valorar de manera positiva.
A nivell acadèmic, els llibres de text obert faciliten la col·laboració entre autors, il·lustradors i editors i d'aquesta manera aporten contingut a tot tipus de Recursos Educatius Oberts com poder ser assaigs, animacions, demostracions en vídeo, dibuixos detallats, ... sense haver d'assumir la redacció de tot un llibre de text. Per altra banda, el professorat té molta més flexibilitat ja que no depenen d'un text sencer sinó que poden escollir quins continguts volen fer servir tenint en compte les necessitats, els interessos i el context dels seus alumnes. El canvi de rol del professorat i també de l'alumnat, passant de ser consumidors de continguts a creadors, està significant una autèntica democratització dels continguts.